# Минеральное (Приморский край)
Минера́льное — село в Яковлевском районе Приморского края, входит в состав Покровского сельского поселения.

## География
Минеральное расположено в центре района, в 12 км к юго-востоку от райцентра Яковлевка, на левом берегу реки Покровка (правый приток Арсеньевки), высота над уровнем моря 178 м. Ближайший населённый пункт — Покровка в 3,5 км на северо-запад.
Расстояние до районного центра Яковлевка (через Покровку) около 14 км, до выезда на трассу Осиновка — Рудная Пристань около 20 км (между перевалами Еловый и Кедровый через Сихотэ-Алинь у путепровода под железной дорогой).

## Население
| 2001 | 2002 | 2010 | 2019 |
| ---- | ---- | ---- | ---- |
| 464  | ↗507 | ↘403 | ↘287 |

## Улицы
| - ул. Вокзальная, - ул. Клубная, - ул. Ключевая, - ул. Лесная, | - ул. Набережная, - ул. Подгорная, - пер. Родниковый, - ул. Центральная, | - ул. Широкая, - пер. Широкий 1-й, - пер. Широкий 2-й, - ул. Школьная. |

## Инфраструктура
В селе расположена железнодорожная станция Лимонник — на линии Сибирцево — Новочугуевка Владивостокского отделения Дальневосточной железной дороги. Действовала средняя школа, почтовое отделение. В советское время функционировал ведомственный дом отдыха «Нептун». Вблизи села находится источник минеральной воды «Лимонник».